# 第99輕步兵師 (德國國防軍)
第99轻步兵师（德語：99. Leichte Infanterie-Division）于1940年11月成立，并一直在巴特基辛根训练直到1941年夏天。6月，它参加了巴巴罗萨行动，并在南方集团军群的波兰和乌克兰作战，直到秋天，它被撤回德国重组为第7山地师。
1942年初，第7山地师被调往拉普兰的第20山地集团军服役，并一直留在那里，直到1945年初撤回挪威。5月战争结束时向英国投降。